# ندزكمبية
نَدْزِكَمْبيَة (الاسم العلمي: Nadzikambia)، جنس حرابي كانت سابقًا أحادية النوع، حاليًا يوضع نوعين في جنس الندزكمبية الذي أُنشئ مؤخرًا (الاسم العلمي مشتق من لغة الشيشيوا). إنها حرباء صغيرة الحجم موئلها غابة ريو جورج في نجد مولانجي في ملاوي وجبل مابو في موزمبيق.
وضع الجنس في بادئ أمره في جنس الحربا، ونُقل لبعض الوقت إلى الحرباء القزمة في جنوب إفريقيا (بطيء القدم) من قبل بعض المصنفين (Klaver & Böhme ، 1986). أُنتقد هذا لأنه لا يمكن استخدام التصنيف التفرعي لتعريفه، وفي النهاية تبين خطأ التصنيف.

## الأنواع
- حرباء جبل مابو, Nadzikambia baylissi
- حرباء جبل مولانجي, Nadzikambia mlanjensis